# Laura Rojas Hernández
Laura Angélica Rojas Hernández, née le 26 décembre 1975 à Mexico, est une femme politique mexicaine. Membre du Parti action nationale, elle a été sénatrice, puis députée. Elle est présidente de la Chambre des députés de septembre 2019 à septembre 2020.

## Formation
Laura Angélica Rojas Hernández naît dans le district fédéral le 26 décembre 1975. Elle suit des études de sciences politiques et administration à la faculté d'études supérieures Acatlán de l'Université nationale autonome du Mexique (UNAM), dont elle est diplômée en 2000. Elle obtient par la suite une maîtrise en gouvernance et affaires publiques dans la même université et un master en droit international et relations internationales à l'Institut universitaire de recherche Ortega y Gasset, rattaché à l'Université complutense de Madrid, en Espagne.

## Parcours politique
En 1995 elle adhère au Parti action nationale (PAN), après s'en être rapprochée l'année précédente pendant la campagne présidentielle de Diego Fernández de Cevallos. En 1996 elle devient secrétaire municipale d'Acción Juvenil, l'association de jeunesse du PAN, à Tlalnepantla de Baz, une grande ville frontalière du district fédéral de Mexico. Lors des élections fédérale de 2000 elle est candidate aux législatives dans la cinquième circonscription fédérale.
Vers 2003 elle est conseillère municipale de Tlalnepantla de Baz pendant l'administration d'Ulises Ramírez Núñez. En 2006 elle est élue députée fédérale pour la LXe législature, mandat qu'elle exerce jusqu'en 2009. De 2007 à 2010 elle est également conseillère nationale du PAN.
En 2012 elle publie un livre Penser le Mexique édité par la Fondation Rafael Preciado. Elle est élue sénatrice la même année pour les LXIIe et LXIIIe législature du Congrès mexicain.
En 2017 elle concourt pour être la candidate du PAN à l'élection du gouverneur de l'État de Mexico, mais c'est finalement Josefina Vázquez Mota qui est choisie.
Elle est nommée coordinatrice de la correspondance internationale pour la campagne présidentielle de Ricardo Anaya Cortés, candidat du PAN aux élections fédérales de 2018.
Bien que son camp perde cette élection, elle est élue députée pour la LXIVe législature. Elle est choisie pour présider la Chambre des députés lors de la 2e année de cette législature.